# Tegula aureotincta
Tegula aureotincta is een slakkensoort uit de familie van de Tegulidae. De wetenschappelijke naam van de soort is voor het eerst geldig gepubliceerd in 1850 door Forbes.